# 32 Геркулеса
32 Геркулеса (лат. 32 Herculis), HD 149420 — кратная звезда в созвездии Геркулеса на расстоянии приблизительно 563 световых лет (около 173 парсек) от Солнца.

## Характеристики
Первый компонент (HD 149420Aa) — жёлто-белая звезда спектрального класса A8III, или A9IV, или A9, или F0. Видимая звёздная величина звезды — +6,872m. Масса — около 2,332 солнечных, радиус — около 3,819 солнечных, светимость — около 38 солнечных. Эффективная температура — около 7144 K.
Второй компонент (HD 149420Ab) — жёлто-белая звезда спектрального класса F5:. Масса — около 1,17 солнечной, радиус — около 1,3 солнечного, светимость — около 2,7 солнечных. Орбитальный период — около 3,394 суток.
Третий компонент — коричневый карлик. Масса — около 25,52 юпитерианских. Удалён в среднем на 1,983 а.е..
Четвёртый компонент (WDS J16335+3030B). Видимая звёздная величина звезды — +13,5m. Масса — около 0,36 солнечной. Эффективная температура — около 5096 K. Орбитальный период — около 2951209 суток (8080 лет). Удалён на 4 угловые секунды.